# Émile Richebourg

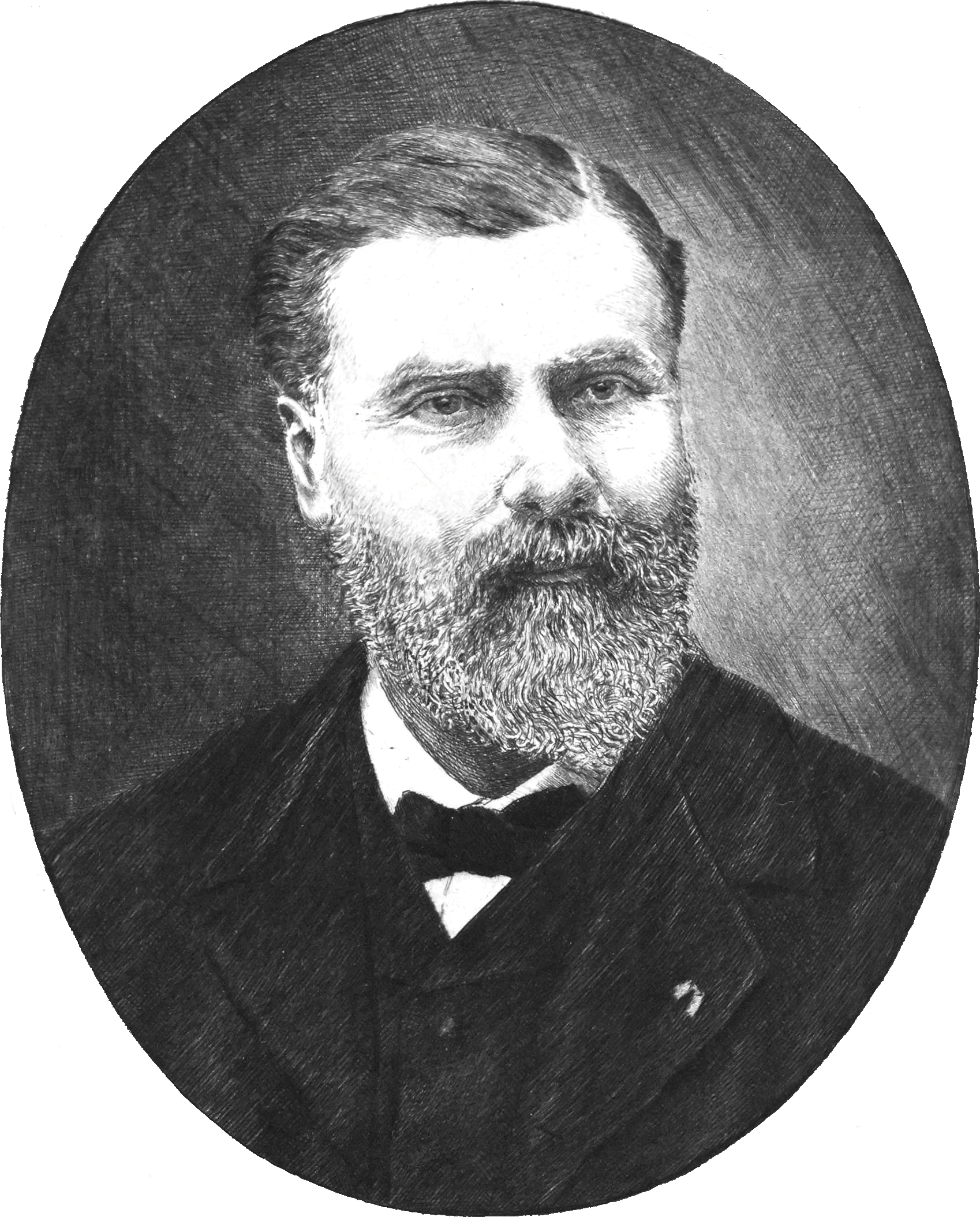
Émile Richebourg 1890 (Porträt von Henri Guérard)

Émile Richebourg (* 25. Mai 1833 in Meuvy, Breuvannes-en-Bassigny; † 25. Januar 1898 in Bougival) war ein französischer Schriftsteller.

## Leben und Werk
Jules Émile Richebourg war der Sohn eines Handwerkers aus dem Département Haute-Marne. Er durchlief eine Ausbildung für die Staatsverwaltung. Unter dem Einfluss von Pierre-Jean de Béranger wechselte er um 1855 in Paris zum Schreiben von Gedichten, Romanzen und Liedern und ab 1858 von zahlreichen Unterhaltungsromanen für das wenig gebildete Kleinbürgertum. Diese Literatur war zwar kitschig, aber klar aufgebaut, reich an Höhepunkten und immer spannend. Die Zahl von Richebourgs Titeln geht in die Hunderte. Der letzte wurde noch 1956 aufgelegt. Einige Titel wurden von Maximiliane von Weißenthurn und Emile Mario Vacano ins Deutsche übersetzt.
Émile Richebourg war seit 1894 Ritter der Ehrenlegion.

## Werke (soweit ins Deutsche übersetzt)
- Deux mères. Dentu, Paris 1879.
  - (deutsch) Zwei Mütter. 2 Bde. Deutsche Verlagsanstalt, Stuttgart 1890. (übersetzt von Emile Mario Vacano)
- Le fils. Dentu, Paris 1880.
  - (deutsch) Der Sohn. 2 Bde. Deutsche Verlagsanstalt, Stuttgart 1890. (übersetzt von Emile Mario Vacano)
- Jean Loup. Dentu, Paris 1882.
  - Der Irrsinnige von Mareille. Augsburg 1884.
- (französisches Original nicht ermittelt)
  - (deutsch) Die Verschleierte. Gressner und Schramm, Leipzig 1887. (übersetzt von Maximiliane von Weißenthurn)